# 萨米埃尔·德·尚普兰
萨米埃尔·德·尚普兰（法語：Samuel de Champlain，發音：[samɥɛl də ʃɑ̃plɛ̃]；1574年8月13日—1635年12月25日）是一名法国探险家，地理学家，魁北克城的建立者。也是法国同北美贸易，特别是皮毛贸易的开拓者。

## 早年的旅行
尚普兰出生于法国布鲁阿日，早年生涯不为人所知。1603年3月15日，他随同一个皮毛贸易考察队第一次到达北美。在这次旅行中他绘制了一份圣劳伦斯河的地图。同年9月20日他回到法国，将其旅行经历写成了一篇题为Des sauvages（野人）的文章。
受法王亨利四世之命，尚普兰于1604年春参加了另一次对新法兰西的探险，他的使命是向国王报告其在探险中的发现。此次探险由Pierre Dugua Sieur de Monts领导。尚普兰帮助建立了在聖十字島上的移民点，但此移民点于1605年春被遗弃，居民们渡过芬迪湾来到皇家港建立了新的居住地。尚普兰在这里居住到了1607年，其间他对大西洋沿岸做了考察。

## 建立魁北克市
1608年7月3日，尚普兰在魁北克角登陆，并修建了三座双层建筑来防御附近地区。这就是魁北克市的前身。自此以后，防卫魁北克市成了他的一项主要目标。
对于殖民者来说，第一个冬季极为艰难。留下过冬的25个殖民者仅有8人最后活了下来，其它人大部份死于坏血病和天花。

## 同印第安人的关系和战争
1608年夏，尚普兰试图改善同当地印第安人的关系。他同圣劳伦斯河北岸的休伦和阿尔冈昆部落缔结了盟约，帮助他们共同对付易洛魁聯盟。尚普兰带领9个法国士兵和300印第安人探索了易洛魁河（今魁北克的黎塞留河）流域，由此发现了位于现在美国佛蒙特州的尚普兰湖。由于途中没有遇到易洛魁人，这队人的大部份折返回营，仅留下尚普兰和2名法国士兵及60印第安人。
7月29日，在Ticonderoga，（今纽约州皇冠角）尚普兰遇到一队易洛魁人。战斗于次日爆发。正当200易洛魁人向尚普兰阵地进发时，一位印第安向导指认出了3位易洛魁酋长。尚普兰用火绳枪射击，一发即打死2位酋长。其它易洛魁人溃逃。从此法国同易洛魁开始了100年的敌对关系。
此役胜利后，尚普兰回到法国，他和de Monts企图恢复他们在皮毛贸易中的垄断地位，但未成功。不过他们同鲁昂的一些商人达成协议，由鲁昂提供殖民点的支持，殖民地为商人独家提供皮毛。1610年4月8日，尚普兰回到了魁北克。

## 保卫新法兰西
1611年夏季，尚普兰来到现为蒙特利尔的地区。他清理了一片土地，并筑了一道墙，“看看是否能够坚持过冬”。接着，为了赢得原住民的尊敬，他同他们一起横渡了圣劳伦斯河的急流。
当年秋季他再次回到了法国，目的是争取新法兰西的长远发展。1610年，失去了商人的支持后，他写了封信给路易十三，请他出面介入。1612年10月8日路易十三任命查理·德·波旁为他在新法兰西的总督，查理没多久就去世了。职位由孔代亲王亨利二世接替，尚普兰被任命为副手，并被授与代行总督之命，任免中低级军官，任免行政司法和治安官员，同原住民缔结条约，以及约束商人的权利。他的任务包括寻找去到中国或者印度的捷径，还有在新大陆探索贵金属矿藏。

## 新法兰西的探险
1613年初，尚普兰出版了他在1604到1612年经历的书，书名为“旅行”。同年3月29日他回到了新法兰西就职。5月27日，尚普兰出发探索休伦人的领地，企图找到传说中的“北海”（可能是今哈得逊湾）。他探索了渥太华河，并第一次用文字描述了此地区。6月他遇到了Tessouat，Allumette岛上阿尔衮琴部落的酋长。他提出为阿尔衮琴部落修建一座城堡，条件是他们离开他们现有的领地迁徙到Lachine激流去。
8月26日尚普兰回到了法国圣马洛。在此他写下了此次渥太华河的游历，还出版了一份新法兰西的地图。1614年，他组织了“鲁昂及圣马洛商团”和“尚普兰公司”。这个组织持续了11年，在此期间两地商人维持合作关系。1615年春，他回到新法兰西。
尚普兰继续同当地人的联盟，以对付易洛魁人。在原住民向导帮助下，他接着探索渥太华河，这次他到了Nipissing湖。然后他顺着法兰西河来到一个巨大的淡水湖，他命名为Attigouautau湖（即今日的休伦湖）。
1615年，尚普兰来到Peterborough地区。他走了Chemong湖和小湖之间的通路，在Bridgenorth地区待了不太久。

## 军事探险
9月1日，尚普兰从Cahiagué出发进行军事探索。队伍到达安大略湖的东端后掩藏了大炮，继续走陆路。他们沿着Oneida河前进，遇到了易洛魁的堡垒。由于休伦人急于进攻，未能攻克阵地。尚普兰腿部中两箭。战斗持续了3小时，以尚普兰一方溃逃为结局。
休伦人坚持要求尚普兰同他们一起过冬。在一次共同外出猎鹿中，尚普兰迷了路。在林中走了3日后，他偶遇另一队印第安人。冬季剩下的日子，他都在了解他们的土地，他们的习俗，他们的生活方式。1616年5月22日，尚普兰离开休伦领地，7月11日回到魁北克市，7月20日回到法国。

## 新法兰西行政的改进
1620年，尚普兰回到新法兰西，此后他的主要工作从探险转向行政管理．
是年，尚普兰在Diamant角的圣路易斯过冬。五月中旬，他得知皮毛贸易已经由Caen兄弟接手。经过几次谈判，双方同意合并，新公司由Caen家族经营。尚普兰继续从事与印第安人的关系，他设法让自己支持的人选当上了酋长。另一方面，他同易洛魁人也达成了和平协议。
尚普兰继续营建魁北克的防御工事。1624年8月15日，在为新城奠基后，他再次回到法国。在法国他被劝说继续从事他的工作，同时继续寻找通往中国的道路。当时欧洲列强普遍相信从北美到中国有陆路相通。7月15日他回到魁北克市，继续扩建城市。
但尚普兰的工作并不顺利。1628年夏，供给不足，加上英国商人七月初劫掠了Tourmente角，这些都造成了困难。7月10日，英国商人组织克里克兄弟会要求尚普兰去和他们会面。尚普兰拒绝和他们合作，作为回复，英国人切断了魁北克的补给。到了1629年，供给已经严重不足，尚普兰不得不派人去加斯佩保证定量。7月19日，克里克兄弟会的人到达，尚普兰被迫谈判投降事宜。10月29日，他被送到了伦敦。
接下来的几年，尚普兰致力于《新法兰西游记》的写作，他把这本书题献给黎塞留主教。他同时还在起草《海军及海上货物关税条约》。直到1632年 Saint-Germain-en-Laye条约的签定，法国才收回了魁北克。1633年3月1日，尚普兰受黎塞留指派，再次成为新法兰西总督。
1633年5月22日，尚普兰于4年后重返魁北克市。1634年，他向黎塞留提交了一份报告。报告中说他重建了魁北克市，扩大了防御工事，在上游15里格处新建了一处定居点，在三河市附近也建立了一个定居点。他对易洛魁人的态度也开始强硬，试图将其赶走，或者让其屈服。